# Менський район
Ме́нський райо́н —  колишній район Чернігівської області з центром у місті Мена. Менський район був утворений у 1923 р. в складі Сновського, а потім з 1925 року Конотопського округів. З 1932 року — у складі Чернігівської області.

## Історія
Історія Менщини сягає у глибоку давнину.
На території колишнього району було знайдено сліди стоянки первісної людини епохи пізнього палеоліту в с. Максаки (правий берег р. Десни), залишки неолітичного поселення в с. Гориця, поселення культури ямково-гребінчатої кераміки в урочищах Бурімка та Біла Круча біля с. Слобідка. Археологічних пам'яток про ці періоди в Менському районі офіційно не зареєстровано, але вони є в Сосницькому та інших сусідніх районах.
Перше тисячоліття нашої ери залишило сліди на території Менського району у вигляді поселення зарубинецької культури і слов'янського городища роменського типу в с. Гориця та Киселівського поселення роменського типу. В наукових дослідженнях також згадується поселення роменської культури «Городок» у с. Слобідка.
Про наявність торговельних зв'язків з іншими народами свідчить виявлений у Стольному скарб римських монет від Антонія Пія до Луція Вера.
У дотатарський період Київської Русі літописи згадують такі міста району: Блистовіт (1151 р.), Хоробор (1153 р.), Березна (1152 р.).
Крім літописних джерел, маємо археологічні дослідження городища та курганного могильника в смт. Березна, залишки міста Блестовіт у Блистові, городище та курганний могильник («Юркова могила») у Мені, городище міста Хоробор в смт. Макошине (там встановлений державний охоронний пам'ятник), замок-городище в Волосківцях, двоє городищ у Чемарове біля Дягови, городища в Киселівці, Феськівці, Величківці, поселення в Покровському. В цьому ж селі маємо ряд половецьких курганів. На вершині одного з них стояла кам'яна баба. Вважається, що звідси походить і назва села Баба́ — так називалось Покровське до 1936 р. А взагалі на території колишнього Менського району сосницький краєзнавець Ю. С. Виноградський у 20-і роки XX ст. нарахував 50 курганів різних часів — від скіфських, козацьких до шведських.

### Період XIV—XVIIIст.
Із середини XIV ст. Менщина в складі Великого князівства Литовського і Руського. На початку XVI ст. Менщина вже під владою Великого князівства Московського, а після 1618 року — у складі Речі Посполитої.
Докладніше дивіться історію міста Мена.
Історія району XVII століття тісно пов'язана з іменем православного магната, сенатора Речі Посполитої і мецената Адама Киселя.
Під час національно-визвольної війни під проводом Б. Хмельницького Менська козацька сотня входила спочатку до Ніжинського полку, а потім до Чернігівського. На території Менщини було створено також Березнянську, Синявську, Киселівську і Стольненську козацькі сотні.
У XVIII ст. територія району входить до складу Чернігівського і Новгород-Сіверського намісництв Російської імперії, кордон між якими проходить річкою Мена. Менська сотня на чолі з сотником Гнатом Васильовичем Сахновським брала участь у боротьбі проти шведів, зрадивши гетьмана Мазепу.

### XIX–XXст.
Жителі Менщини брали участь у Вітчизняній війні 1812 р. проти Наполеона Бонапарта. Вони воювали в складі чернігівських козацьких полків в діючій армії, брали участь в усіх битвах від Бородіна до Парижа. Місцеві селяни служили в 4-й частині ополчення. Стольненський поміщик, офіцер Мусін-Пушкін в своєму донесенні в жовтні 1812 р. пише про «беспримерную храбрость» рядових Чернігівського драгунського полку. В документах згадуються прізвища воїнів, характерні для нашої місцевості: С. Андрусенко, П. Олійник, Є. Тарасенко, Г. Ткаченко, Л. Литвиненко, Г. Бондаренко, майор Петровський із Слобідки, Магденко з Осьмаків та ін.
У XIX ст. — на поч. XX ст. відбувається ріст економіки Менщини. У 1825 р. в Макошині будується один з перших в Україні цукровий завод, а в 1838 р. цукровий завод було побудовано і в Стольному.
Великого поширення набрало тютюнництво, збір становив 100 тис. пудів. Його продавали не тільки на Чернігівщині, але й на Дон, у Білорусь, до Москви, Петербурга. Великого значення для розвитку району мала побудова залізничної дільниці Бахмач—Тереховка у 1873 р. Згодом ця залізниця стала називатися Лібаво-Роменська. Нею вивозились у Прибалтику і Західну Європу хліб, худоба, тютюн, пресоване придеснянське сіно та інша сільськогосподарська сировина. Мена стала залізницею III класу, Макошине — IV класу.
Напередодні першої світової війни в Мені діяло кілька невеликих підприємств та два парові млини, маслобойня, майстерня з виготовлення упаковки скляної тари і сушарня для тютюну. В Мені і селах виготовлялись килими, плахти і рушники, у Стольному була відкрита спеціальна майстерня.

#### Освіта
На Менщині розвивається народна освіта. В Мені була відома школа середини XVIII ст. (31 учень), церковно-приходська школа поч. XIX ст., міністерське двокласне училище з 1868 р. і однокомплектна початкова школа з 1890 р.
У кінці XIX — на поч. XX ст. місцеві земства активно будують школи, лікарні, ветпункти, дороги, мости і т. д.. В Мені було відкрито земське ремісниче училище, земська лікарня, де працювало два лікарі, з 1890 р. діяла аптека. У 1889 р. заснована земська бібліотека-читальня.

### Боротьба за Українську державу 1917–1919
Після лютневої революції 1917 р. на Менщині діють комісари Тимчасового уряду, представники Центральної ради, Ради робітничих, селянських і солдатських депутатів. З жовтня 1917 по січень 1919 р. на Менщині змінюються влада Центральної ради, Директорії, окупація німецько-австрійських військ, встановлюється радянська влада. До осені 1919 р. по р. Десна проходить фронт боротьби з Денікіним. Деякий час по тому в районі діють окремі загони.

### Період першої присутності комуністів
1920-30-і роки — зміцнення окупаційної комуністичної влади. Відтак район постраждав від акції геноциду українського народу, проведеного урядом СРСР 1932–1933. Напередодні Голодомору (1931) виходить перший номер районної газети «Колгоспна праця».
Перед війною на Менщині працювало 4 середніх, 15 неповно-середніх та 11 початкових шкіл, навчалося понад 9000 учнів, їх навчали 319 учителів. Велася боротьба з неписьменністю дорослого населення. В населених пунктах відкривались бібліотеки, хати-читальні, клуби. З 1934 р. в Мені працює кінотеатр і пересувки в селах. В усіх селах відкривалися фельдшерсько-акушерські пункти і пологові будинки, в Мені, Березні, Стольному, Синявці, Макошине діяли лікарні. В 1934 р. було відкрито школу медичних сестер. В райцентрі була поліклініка, пологовий будинок, протитуберкульозний диспансер.

#### Голодомор 1932–1933 років
ЛИСТ СЕКРЕТАРЯ МЕНСЬКОГО РАЙКОМУ КП(б)У Ф.ВЕЛИЧКА ДО ОБКОМУ КП(б)У ПРО ТРУДНОЩІ З ПРОДОВОЛЬСТВОМ ТА ВИПАДКИ СМЕРТІ ВІД ГОЛОДУ від 01 травня 1933 р. під грифом «Зовсім таємно. Терміново.»: «Менський район по одноосібному сектору забезпечений посівматеріалом (мобілізовано в усуспільнені комори й під охоронні розписки й перевірена фактична наявність) на 46%, при чому ряд сіл: Баба, Чорнотичі, Волинка, Лави, Степанівка, Дягова, В'юнище і інші забезпечені посівматеріалом на 10-12%.
Перший досвід сіву в одноосібників показав, що не зважаючи на проведену масову роботу і застосування серйозних репресій до окремих господарств, більш-менш значних успіхів в справі збору насіння і виконання плану сіву ранніх культур ми не домоглися. В тих групах одноосібників, що не забезпечені посівматеріалом, особливо в селах Баба, В'юнище, відмічаються масові явища недоїдання, на харчі вживаються різні сурогати: полова, відходи, в найкращому випадкові макуха. Є значна кількість випадків повного знесилення цілих родин, нездатність до роботи, а також окремі випадки смерті від голоду.
Такий же стан маємо в трьох комунах: Баба, Киселівка, Чорнотичі. Киселівська комуна „Червоний Жовтень“ забезпечена посівним матеріалом на 30% і майже повна відсутність харчів (там суспільне харчування увесь час з початку її існування з 1923 р.). Чорнотицька комуна „Перемога Жовтня“ хоча посівматеріалом і забезпечена, але має великі труднощі з харчовими продуктами. Бабська комуна „Великий Жовтень“ посівматеріалом забезпечена на 60%. Їй не вистачає 150 ц зернових і 900 ц картоплі, але комунари не забезпечені харчами.
…Стан з харчуванням небезпечний.
Вже з березня місяця комунари с. Баби (комуна має 300 дворів) масово виїздили до других сіл міняти різні речі на харчові продукти, цей виїзд продовжується і зараз. Щоденно виходить 50-70 осіб, це зриває сів: на роботу виходить 40-50% потрібної робочої сили, причому частина залишає роботу через кілька годин після виходу через виснаженість. Протягом квітня мали місце кілька випадків крадіжки насіння з комори через просвердлювання підлоги, крадіжки картоплі з буртів, вкрадено одноосібниками в одноосібників 11 коней і зарізано на м'ясо. Числа 22-23 квітня до 200 одноосібників і комунарів вийшли в поле на картоплянище минулого року викопувати залишену в землі картоплю на харчі. 29 квітня комунари і одноосібники до 30 чоловік з с. Баби прийшли на поле колгоспу ім. Петровського м. Мена, вилами й лопатами викопували свіжу посаджену картоплю. На пропозицію голови колгоспу і загрозу арешту вони не звернули ніякої уваги, аж поки не прийшли колгоспники колгоспу ім. Петровського і не прогнали силою (ексцесів не було). В Бабській комуні вмерли на роботі комунари Когатько, Верх, Потапенко, Голод. Партосередком на завдання РПК виявлено по самих обережних підрахунках 32 родини, що голодують і потребують негайної допомоги. Є небезпека відкритого погрому в Бабі комор з посівматеріалом і розкрадання посівної картоплі. Забезпечити хоча мінімум потрібних харчових продуктів за рахунок районних ресурсів, не торкаючись посівних фондів, ми не можемо.
Прошу Вас, тов. Маркітан, знарядити продовольчу допомогу для трьох комун: Баба, Чорнотичі, Киселівка і деякою мірою для одноосібників с. Баба, а також дати допомогу посівматеріалом хоча б для 10-15 сіл з низьким відсотком забезпечення (10-12%).»

### Друга світова війна
На фронти сталінська влада мобілізувала 11,5 тис. жителів району, загинули практично всі — 9 195 осіб.

### Повернення комуністичної влади
У вересні 1943 комуністи повернулися. На початок 1945 відроджене колгоспне рабство. До 1950 р. господарство району було відбудоване. Всі колгоспи перевищили довоєнний рівень урожайності і продуктивності праці. В 1951 р. сімнадцяти колгоспникам і організаторам колгоспного виробництва каучуконосної культури коксагиз було присвоєно звання Героя Соціалістичної Праці.
У 1950-80-і роки Менський район успішно розвивався в соціально-економічному і культурно-освітньому напрямках. Залишаючись в основному сільськогосподарським, він став районом високої культури землеробства, його досягнення неодноразово відзначалися високими урядовими нагородами. У всіх галузях господарства і культури район був у числі найкращих в області. Неабияку роль в цьому відіграв колишній перший секретар райкому Компартії України Герой Соціалістичної Праці Сич Павло Кирилович, який зумів підібрати високопрофесійних керівників і управлінців.
05.02.1965 Указом Президії Верховної Ради Української РСР передано сільради: Олександрівську та Тютюнницьку Менського району до складу Щорського району.

### Період від 1991р. до сьогодні
Після здобуття Україною незалежності економіка району зазнала деяких змін. Внаслідок реформ в сільському господарстві більшість колгоспів були реорганізовані в колективні сільськогосподарські підприємства, товариства з обмеженою відповідальністю, сільськогосподарські кооперативи. Виникли фермерські господарства. Зараз в районі функціонує 17 великих і 20 малих сільськогосподарських підприємств, 35 фермерських господарств.
На території району функціонує Менська виправна колонія № 91 — це єдина установа на території України, де відбувають покарання колишні працівники правоохоронних органів.
Адреса колонії: Чернігівська обл., Менський р-н, смт. Макошине, пров. Леніна, буд. 5

## Промисловість
Із зміною форм власності відбулися зміни і в промисловості та будівництві. Ряд підприємств було реорганізовано, деякі припинили своє існування, виникли нові підприємства. На сьогоднішній день в районі зареєстровано 20 великих і 136 малих підприємств промисловості, будівництва, транспорту та зв'язку. Серед найбільших слід відмітити ВАТ «Мена-Пак», ППКФ «Прометей», ТОВ «Нептун», ЗАТ «Сівер», ЗАТ «Менське ШРБУ-82», ТОВ «Домінант», Центр електрозв'язку № 3 та ін.

## Природно-заповідний фонд

### Ботанічні заказники
Домницький, Маліїве, Церківка.

### Гідрологічні заказники
Блистовське, Киселівський, Конохове, Круча, Плави, Штани.

### Загальнозоологічні заказники
Каморетський (загальнодержавного значення).

### Ландшафтні заказники
Горицький, Макошинський (частина).

### Лісові заказники
Бігацький ліс.

### Ботанічні пам'ятки природи
Багатовіковий дуб, Віковий дуб, Дуб березнянський-І, Дуб березнянський-II, Менська липа, Сосна березнянська, Стольненські дуби, Стольненські клени-явори, Урочище «Бурімка», Урочище «Лош».

### Гідрологічні пам'ятки природи
Кут, Озеро «Гайтан», Озеро «Тихе».

### Зоологічні пам'ятки природи
Топильне.

### Заповідні урочища
Голеньово, Макошине, Стольненське, Чамарове.

### Зоологічні парки
Менський (загальнодержавного значення).

### Парки-пам'ятки садово-паркового мистецтва
Стольненський.

## Освітні та культурні заклади
У районі працює 31 школа, навчається 4 458 учнів, Березнянська допоміжна школа-інтернат, Степанівський міжшкільний навчально-виробничий комбінат, Станція юних техніків, Менська районна музична школа, центр культури та дозвілля молоді та Березнянський будинок дитячої та юнацької творчості, Дитячо-юнацька спортивна школа, Менський зоопарк. Культурно-освітні запити населення задовольняють районний, два селищні та 16 сільських Будинків культури, 2 міські та 13 сільських клубів, Менська централізована бібліотечна система, до якої входить 36 бібліотек. Дев'ять колективів художньої самодіяльності носять звання «народний» і «зразковий».
У районі станом на 2010 рік зареєстрована 31 православна релігійна громада, що належать до УПЦ Московського патріархату; і три громади УПЦ Київського патріархату: дві у Мені й одна у Жовтневому.

## Інші заклади
В селищі Макошине знаходиться Менська виправна колонія № 91 відома тим, що там відбував покарання відомий політик Юрій Луценко.

## Пам'ятки і музеї
У Мені і населених пунктах району встановлені пам'ятники видатним діячам: В. І. Леніну — 6, Т. Г. Шевченку — 3, Г. Г. Верьовці — 1, В. І. Чапаєву — 1. Також 67 пам'ятників і обелісків загиблим воїнам-землякам і воїнам, які захищали і звільняли район від загарбників, та жертвам фашизму.

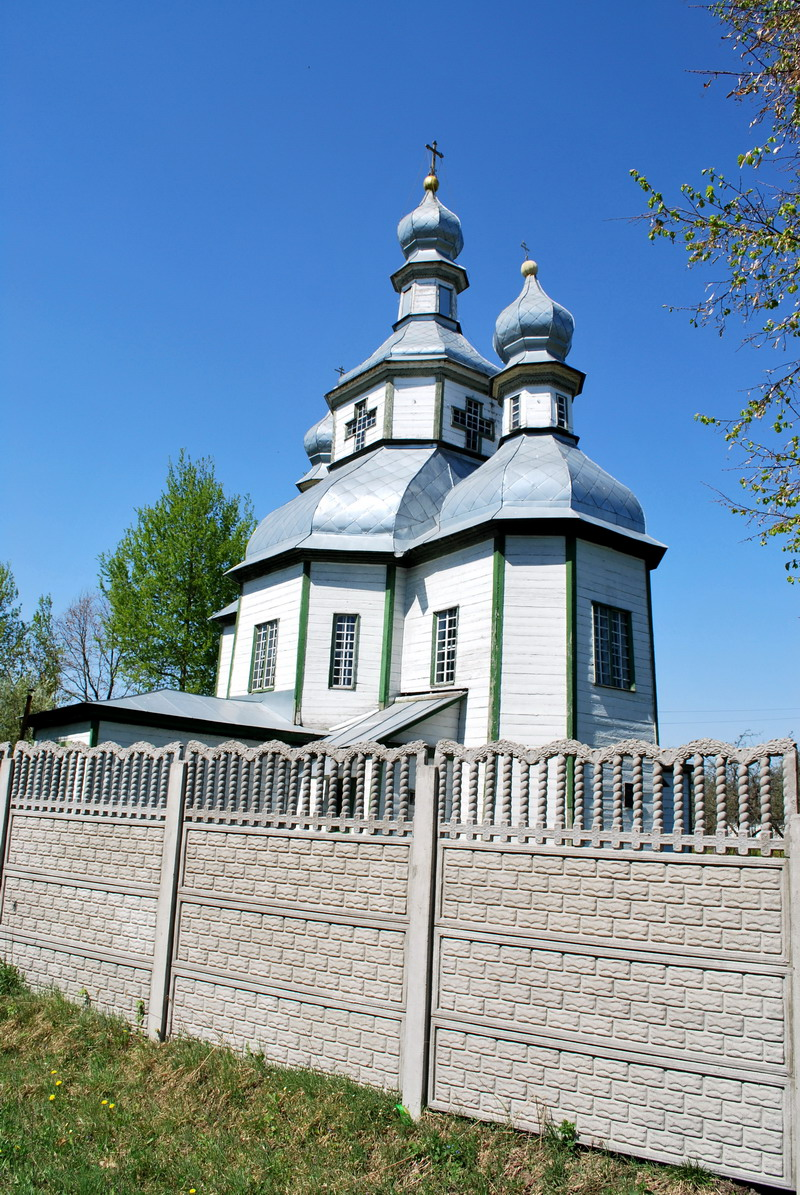
Покровська тризубоподібна церква в с. Синявка 1706 р.

Старовинні дерев'яні церкви — безцінне духовне і культурне надбання українського народу. На Чернігівщині збереглося майже 30 дерев'яних храмів XVIII — поч. XX століття. Найбільша їх концентрація знаходиться в Менському районі. Села, в яких збереглися «чудеса» дерев'яного зодчества, утворюють компактну групу навколо траси Чернігів — Новгород-Сіверський, між смт. Березна та районним центром Мена.
За даними сайту «Дерев'яні храми України», серед усіх дерев'яних церков Чернігівщини збереглось лише три храми тризубоподібної форми. Такі тридільні трибанні храми є зразками старовинної української сакральної архітектури. Усі ці три рідкісні пам'ятки знаходяться в Менському районі: у селах Городище, Синявка, Степанівка.
Миколаївська церква в Городищі потребувала негайної реставрації із залученням музейних фахівців цієї справи, щоб зберегти її хоча б у теперішньому вигляді.. Тож 2016 р. її було перенесено до Києва з метою відновлення та реставрації. 
Церква в с. Степанівка також потребує реставрації.
Про унікальний Миколаївський храм у селі Городищі розповідається в документальному фільмі телеканалу «Глас» «Дерев'яні храми: вічний монолог» [Архівовано 4 березня 2016 у Wayback Machine.]. У фільмі детально показано зовнішній та внутрішній вигляд цієї церкви.
- Мена.

Менський краєзнавчий музей.
Районна художня галерея.
Менський зоопарк — єдиний в Україні зоопарк загальнодержавного значення в місті районного рівня.
Санаторій «Остреч» — санаторій мінеральних вод, розташований у мальовничому урочищі, що належить до природного заповідного фонду району.
Обеліск слави воїнів-визволителів Другої світової війни.
Пам'ятник героям ліквідації наслідків аварії на Чорнобильській АЕС (2011 р.).
Пам'ятник воїнам-афганцям біля місцевого кінотеатру. (2011 р.): Троїцька церква, новобудова.
- Березна (смт).

Березнянський історико-краєзнавчий музей імені Г. Г. Верьовки.
Меморіал воїнам-визволителям.
- Городище.

Рідкісна пам'ятка архітектури XVII–XVIII ст. — Миколаївська церква: дерев'яна, тридільна, трибанна, тризубоподібна за формою. 2016 р. перенесена до Києва, 2017 р. розпочата відбудова на новому місці.
Пам'ятка архітектури — Михайлівська церква, дерев'яна XIX ст.
- Синявка. Рідкісна пам'ятка архітектури XVII–XVIII ст. — Покровська церква: дерев'яна, тридільна, трибанна, тризубоподібна за формою.
- Степанівка. Пам'ятка архітектури XVIII ст. — Троїцька церква [Архівовано 4 квітня 2015 у Wayback Machine.], дерев'яна, тридільна, трибанна, тризубоподібна за формою, з прибудованою дзвіницею.
- Стольне.

Краєзнавчий музей.
Пам'ятка архітектури — Андріївська церква, 1782 р.
Парк дендрологічного типу з системою ставків, заснований у XIX ст.
- Домниця: Пам'ятка архітектури — діючий чоловічий Домницький монастир Різдва Пресвятої Богородиці УПЦ (МП), XIX ст.

Криниця з чудодійною водою.
Два дуби, занесені до книги пам'яті природи (віком 300–350 років).
- Бігач. Пам'ятка архітектури — Троїцька церква, 1831 р.
- Блистова. Городище XI–XIII ст. — літописне місто Блестовет, 1151 р.
- Волосківці. Пам'ятка архітектури — Успенська дерев'яна церква, XVIII ст.
- Макошине. Городище XI–XIII ст. — літописне місто Хоробор — Блестовет, 1152 р.

- Максаки. Пам'ятка архітектури — колишній Максаківський Спасо-Преображенський монастир, XIX ст.
- Дягова. Пам'ятка архітектури — Покровська церква, дерев'яна, XIX ст.

- Осьмаки. Пам'ятка архітектури — Миколаївська церква, дерев'яна, XIX ст.
- Киселівка  — Меморіали воїнам-визволителям та заживо спаленим гітлерівцями жителям. Миколаївська церква, новобудова.

## Менщина в мистецтві
- Уродженець Менщини письменник і краєзнавець Корбач Іван Михайлович присвятив історії рідного краю історичні романи, повісті, оповідання. Найвідоміші — роман «Сотники» про родини менського сотника Івана Сахновського та Генерального писаря Малоросійської колегії Андрія Безбородька, про те, як у середині XVIII ст. козацький сотник виступив проти мафії козацької старшини; та повість «Шляхами століть» — про історію літописного міста Березна.

## Фотогалерея

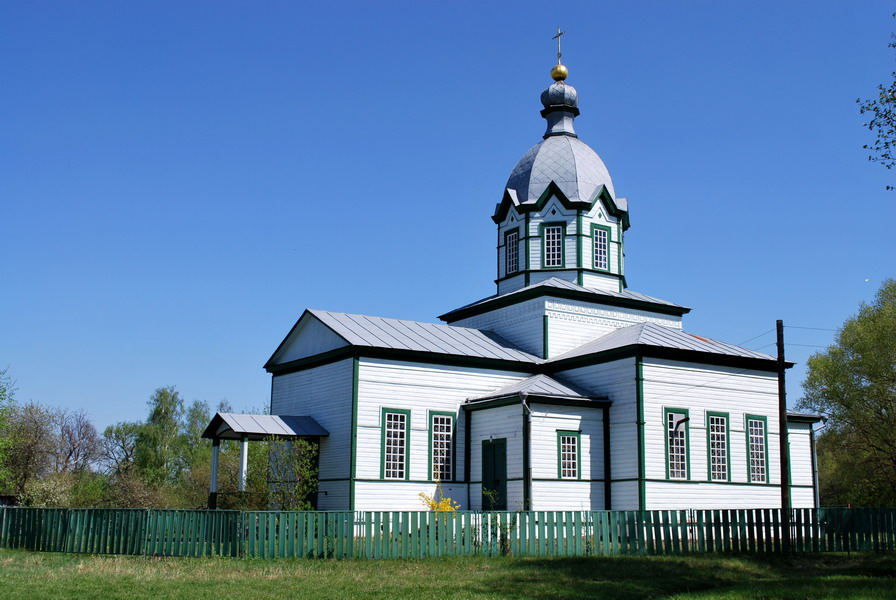
Михайлівська церква в с.Городище ХІХ ст.
Санаторій "Остреч" біля міста Мена
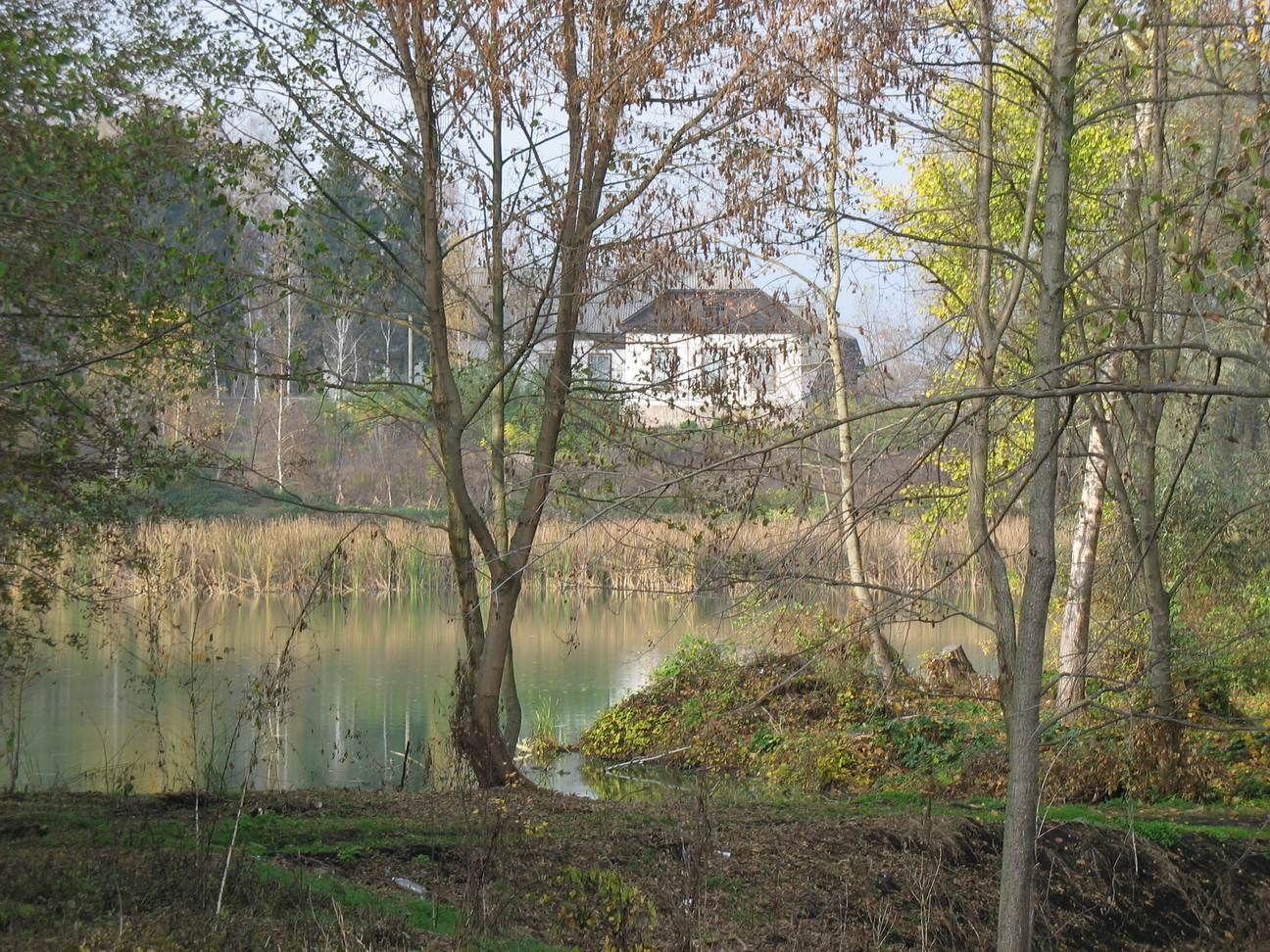
Школа і озеро в с. Киселівка
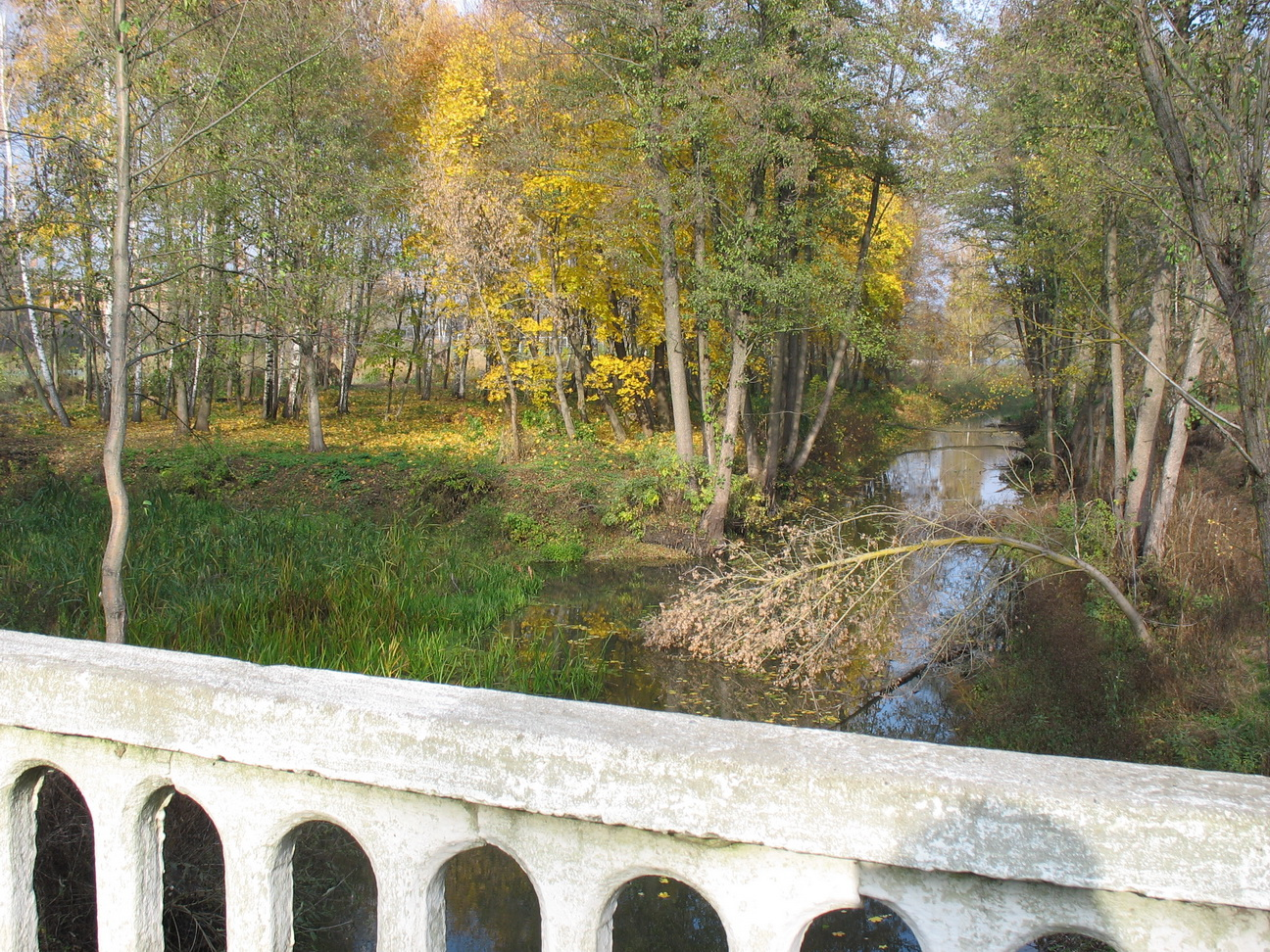
Річка Мена в урочищі "Рокита" поблизу школи в с.Киселівка
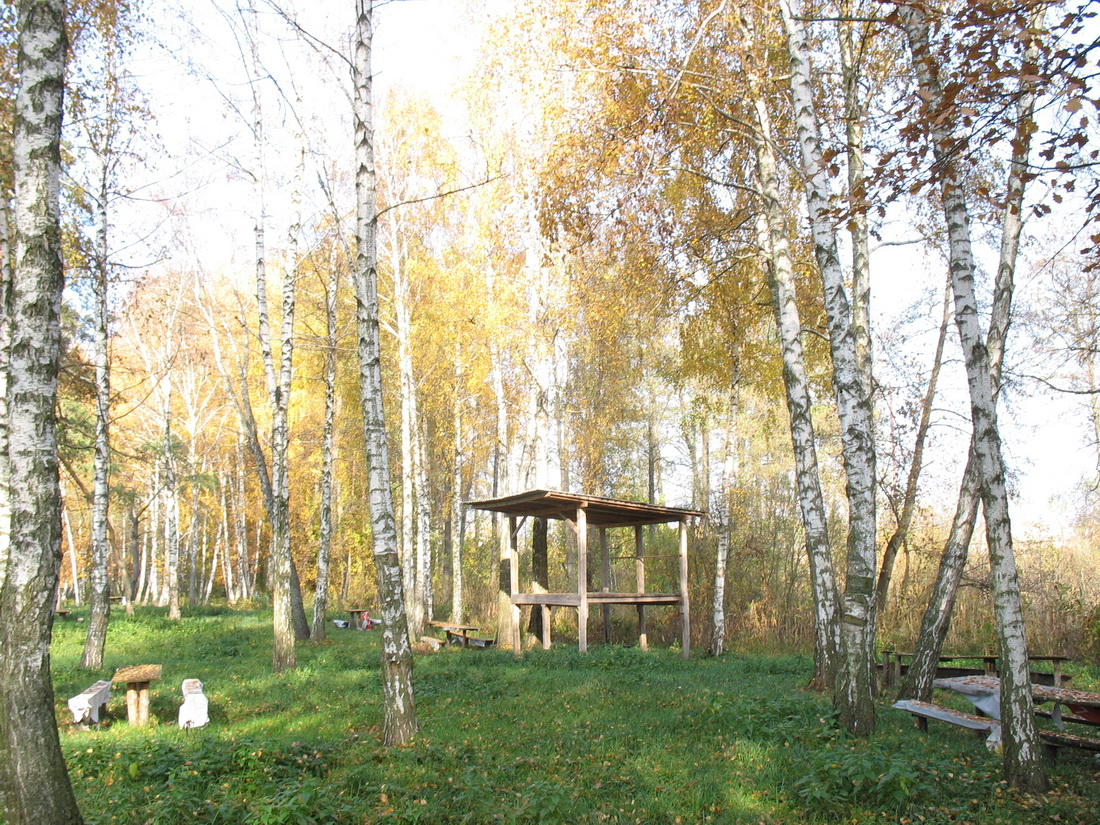
Березовий гай у с. Киселівка, де відбувається фестиваль «Святкування Купали»
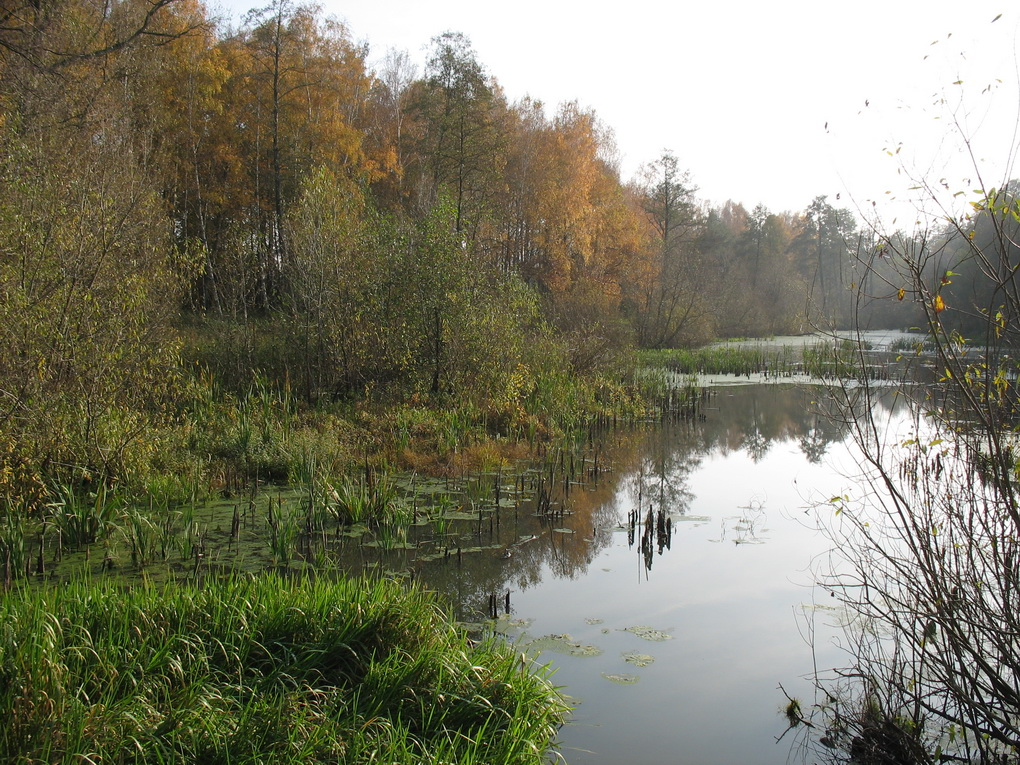
Річка Мена біля березового гаю в с. Киселівка

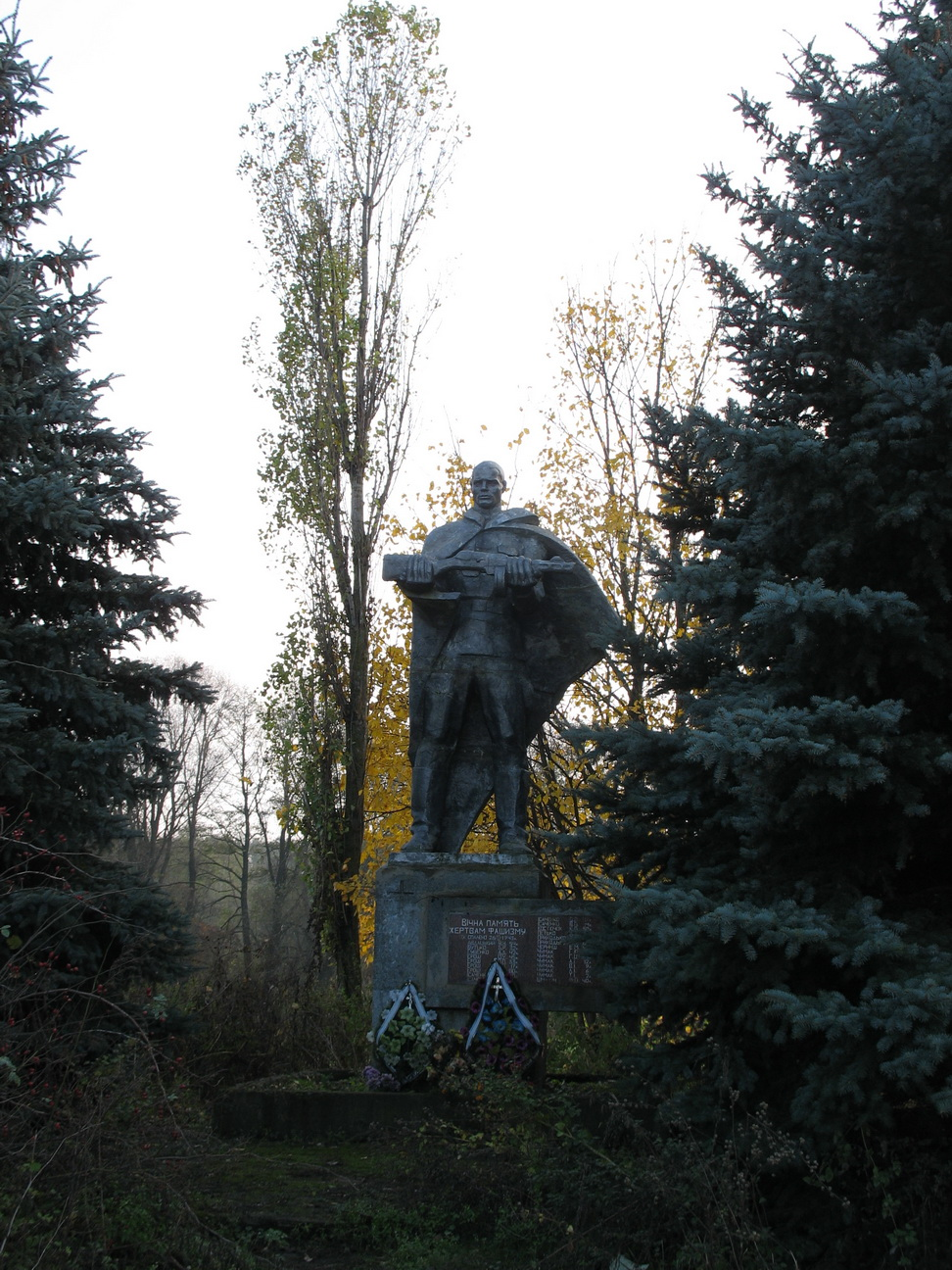
Меморіал 23 жителям с. Киселівка, заживо спаленим гітлерівцями в 1942 р.
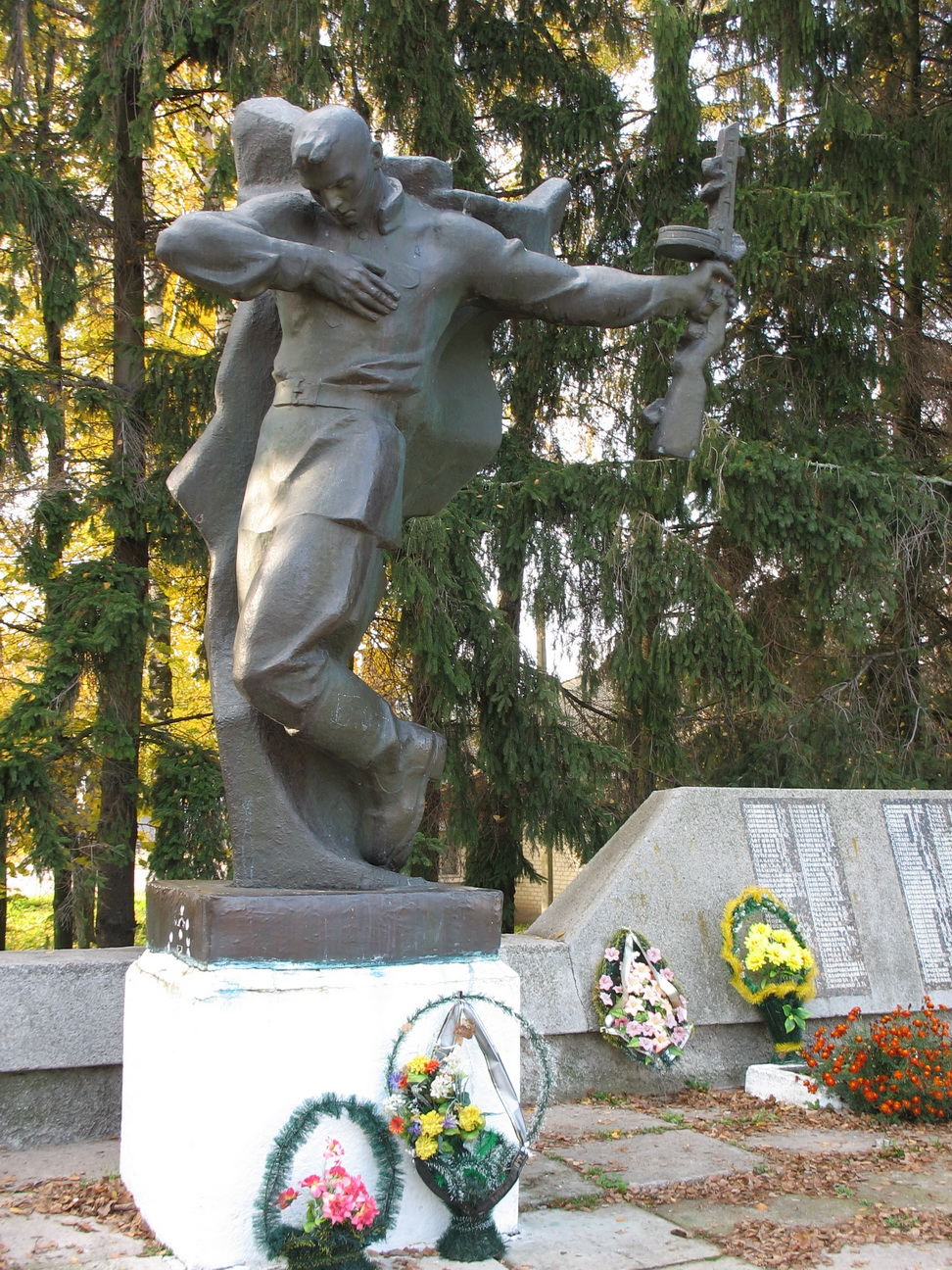
Меморіал воїнам-визволителям у с. Киселівка

## Люди
Про відомих уродженців міста Мена — докладніше в статті Мена (місто).
З Менським районом пов'язане життя таких людей:
- Верьовка Григорій Гурійович (1895–1964) — уродженець Березни, лауреат Державної премії УРСР ім. Т. Г. Шевченка, художній керівник і головний диригент Державного Українського народного хору, народний артист УРСР, професор, композитор.
- Виноградський Юрій Степанович
- Гайдамака Анатолій Васильович (1939) — уродженець с. Волосківці, закінчив Синявську СШ. Лауреат Державної премії ім. Т. Г. Шевченка та премії ім, М.Островського, заслужений і народний художник України.
- Кочур Григорій Порфирович (1908–1994) — уродженець с. Феськівка, навчався і працював у Мені. Український перекладач і поет, член Спілки письменників України, лауреат Державної премії ім. Т. Г. Шевченка 1995 р. і республіканської літературної премії ім. М. Т. Рильського.[8]
- Лук'янова (Лисиця) Олена Михайлівна (1922) — народилася в Блистові, деякий час проживала в Мені. Лауреат Державної премії України, доктор медичних наук, член-кореспондент Академії медичних наук, професор, заслужений діяч науки, почесна громадянка Києва.
- Самбур Григорій Микитович (1893–1965) — український ґрунтознавець родом із Менщини, доктор сільськогосподарських наук. Лауреат Докучаєвської премії
- Сахновський Гнат Васильович
- Товстуха Іван Павлович (1899–1935) — народився в Березні. Державний і партійний діяч, працював у Наркомнаці, був редактором перших кількатомних видань творів В. І. Леніна, лауреат Державної премії СРСР за видання у співавторстві «Истории гражданской войны». Похований в Кремлівській стіні.
- Корбач Іван Михайлович (1926) — уродженець Березни, журналіст і письменник, автор 15 книжок, краєзнавець, відповідальний секретар «Чернігівського земляцтва» в Києві, двічі лауреат премії ім. М. М. Коцюбинського і премії Українського фонду культури,
- Мишастий Михайло Анрійович (1890–1978) — родом з Блистови, в числі перших одержав звання заслуженого учителя УРСР, музикант, диригент, самодіяльний композитор і поет, фольклорист і етнограф.
- Павленко Сергій Олегович (1955) — проживав в с. Дягова, заслужений журналіст України, лауреат премій ім. Б.Грінченка, міжнародної ім. І.Мазепи, ім. М.Коцюбинського, міжнародної журналістської ім. В.Стуса, член Національної спілки журналістів України. Власкор газети «Голос України». Головний редактор журналу «Сіверянський літопис».
- Полосьмак Геннадій Іванович, ініціатор створення та перший директор менського зоопарку.
- Сподаренко Іван Васильович (1931) — народився в Стольному. Заслужений журналіст України, член Спілки письменників, редактор газети «Сільські вісті».
- Довгий Олексій Прокопович (1929) — уродженець с. Городище, поет, член Спілки письменників України.
- Дей Олексій Іванович (1921–1986) — уродженець с. Синявка, фольклорист і етнограф, доктор філологічних наук, професор.
- Корнієнко Микола Іванович (1937) — родом з Мени. Політолог, професор, заслужений юрист України, колишній член Конституційного суду України.
- Шестак Надія Петрівна — сучасна співачка, заслужена і народна артистка України, має родинні корені в Стольному, почесна громадянка цього села.
- Калібаба Дмитро Панасович (1925–2005) — народився в с. Ушня проживав і працював в Мені. Відомий краєзнавець, колекціонер українських старожитностей, член Спілки журналістів України, один з ініціаторів створення шкільного краєзнавчого музею, який потім переріс в районний, районної художньої галереї.
- Мороз Данило Костянтинович (1841–1894) — український письменник Х1Х ст., народився і жив у с. Сахнівка (нині Ленінівка).
- Корінь Терентій Савич (1883–1930) — уродженець Блистови, спортсмен-борець.
- Трегубенко Сергій Миколайович кореспондент, кінооператор, активний громадський діяч міста Мени.
- Євлаш Ілля Олегович - речник Повітряних сил ЗСУ.

Відомі кобзарі і лірники :
- Бешко Андрій Ларіонович (?-1855), Гойденко (Гайдук) Андрій Матвійович (перша половина Х1Х ст.), Пархоменко Терентій Макарович (1872–1911), Ткаченко-Галашко Петро Федорович (1878–1918), Симоненко Дем'ян Гаврилович (1871–1948), Гребень Аврам Родіонович (1878–1961).
- Корнієнко Олександр Самійлович (1889–1988) — народився в с. Данилівка. Відомий майстер бандур та інших музичних інструментів, кобзар.
- Убиті радянською владою в 1930-х роках кобзарі Думенко (Думченко, Дума) Лука з с. Киселівка, Руденко (Рудиченко) Данило з с. Баба (Жовтневе), Симоненко Василь з с. Корюківка.[9]

## Політика
25 травня 2014 року відбулися Президентські вибори України. У межах Менського району було створено 45 виборчих дільниць. Явка на виборах складала — 64,68% (проголосували 20 761 із 31 957 виборців). Найбільшу кількість голосів отримав Петро Порошенко — 38,02% (7 859 виборців); Олег Ляшко — 24,51% (5 067 виборців), Юлія Тимошенко — 21,59% (4 462 виборців), Анатолій Гриценко — 4,62% (955 виборців), Сергій Тігіпко — 3,11% (642 виборців). Решта кандидатів набрали меншу кількість голосів. Кількість недійсних або зіпсованих бюлетенів — 1,30%.